# Lissocephala sosefi
Lissocephala sosefi är en tvåvingeart som beskrevs av Chassagnard och Tsacas 1997. Lissocephala sosefi ingår i släktet Lissocephala och familjen daggflugor.
Artens utbredningsområde är Malawi. Inga underarter finns listade i Catalogue of Life.